# Karagözlü (dialekt Torki)
Karagözlü (dialekt Torki) je turkický oghuzský jazyk, kterým se mluví v částech Íránu. Je považován za jeden z jižních dialektů ázerbájdžánštiny, pro rozlišení nazvaného – Torki . Mluví jím Karagözlüové rozptýleně v Íránu, v provincii Markazí, v regionu Teherán a provincii Fárs, a podstatnější skupina v provinciích Východní a Západní Ázerbájdžán, Ardabíl, Zandžán . Pro zápis používají perskou modifikaci arabského písma.

## Zařazení ázerbájdžánských jazyků
| mateřský jazyk:      | ISO 639-1: az Ázerbájdžánština, a varianty: (oghuzské jazyky, jazyk Sonkori)                                                               |
| mateřská podskupina: | ISO 639-2: aze (B) Torki, a varianty: (jižní oghuzština, jižní ázerbájdžánština, jižní azerština, íránská turečtina, afghánská oghuzština) |
| primární dialekt:    | Karagözlü (dialekt Torki) |
| jazykový kód:        | ISO 639-3: azb-qar (B) |

| skupina dialektů Baharlu jazykový kód ISO 639-3                                                                                     | skupina dialektů Tabriz jazykový kód ISO 639-3 | skupina dialektů Šahsavani jazykový kód ISO 639-3 | skupina dialektů Karapapach jazykový kód ISO 639-3 |
| 1 Baharlu – (azb-bah), * Chamseh, Chamsa – (azb-bah) 2 Nafar – (azb-naf) 3 Mokaddam – (azb-min) 4 Ajnallu, Inallu, Inanlu (azb-ajn) | 1 Täbris – (azb-tab) 2 Afšar, Afšari, Afsar – (azb-afs) 3 Bajat – (azb-bay) 4 Karagözlü – (azb-qar) 5 Kirkuk – (azb-kir) 6 Kars – (azb-kas) 7 Kádžár – (azb-qaj) | 1 Šáhseven – (azb-sha) 2 Pišagči – (azb-pis)      | 1 Karapapach (V.anat. turečtina) – (azb-kar)       |